# Транспортир
Транспортирът (на френски: rapporteur (ou rapporteur d'angle); на латински: transporto) е инструмент за построяване и измерване на ъгли. Транспортирът се състои от линия (праволинейна мащаби) и полукръг (ъгломерна скала), разделена на градуси от 0 до 180°. В някои модели — от 0 до 360°.
Транспортирите се изработват от стомана, пластмаса, дърво и други материали. Точността на транспортира е правопропорционална на неговия размер.

## История на транспортира
Транспортирът е известен още от древността. Предполага се, че транспортирът е изобретен в древен Вавилон.

## Разновидности
- Полукръгли(180 градуса) — най-опростените и древни транспортири.
- Кръгли (360 градусов).
- Геодезичен, който биват два вида: ТГ-А — за построяване и измерване на ъгли на планове и карти; ТГ-Б — за нанасяне на точки на чертожни основи под известен ъгъл и разстояние. Стойността на деленията на ъгломерната скала — 0,5°, а на праволинейната — 1 милиметър.
- Подобрени видове транспортири, които се използват за по-точни построявания и измервания. Например, съществуват специални транспортири с прозрачна линия и ъгломер нониус, които се въртят около центъра си.